# Regeringsformatie België februari 1939
Na de val van de regering-Spaak I op 9 februari 1939 ging de formatie van een nieuwe Belgische regering van start. De formatie duurde 13 dagen en leidde tot de vorming van de regering-Pierlot I.

## Verloop van de formatie

### Aanloop naar de formatie
Op 7 november 1938 werd de Koninklijke Vlaamse Academie voor Geneeskunde van België opgericht. De omstreden Adriaan Martens, die na de Eerste Wereldoorlog werd veroordeeld wegens collaboratie met de Duitsers, werd door de regering-Spaak I (bestaande uit de socialistische BWP-POB, het Katholiek Blok en de Liberale Partij) voorgedragen als een van de leden van deze academie. De benoeming stuitte op hevig protest bij hoofdzakelijk Franstalige oud-strijdersverenigingen en de liberalen. Op 31 januari werd de regering over de zaak geïnterpelleerd door het liberale Kamerlid Léon Mundeleer, die het ontslag van Martens eiste. Spaak verdedigde de benoeming van Martens, die als een uitsluitend Vlaamse aangelegenheid werd aanzien, en wilde deze niet intrekken. In de stemming over deze zaak, die op 2 februari 1939 werd gehouden, kreeg de regering slechts een nipte meerderheid achter zich, hetgeen enkel mogelijk was geweest door de steun van de Vlaams-nationalistische oppositiepartij VNV, terwijl het overgrote deel van de liberalen tegen het handhaven van de benoeming van Martens stemde. Hierdoor ontstond een politieke crisis: de liberalen bleven het ontslag van Adriaan Martens eisen en wilden dat Spaak dat zou afdwingen, anders zouden ze de regering verlaten. Spaak weigerde in te gaan op het ultimatum van de liberalen, waarna de liberale ministers Octave Dierckx, Paul-Emile Janson en Emile Jennissen op 9 februari 1939 hun ontslag indienden. Dezelfde dag nog bood Spaak het ontslag van zijn regering aan bij koning Leopold III. Het ontslag werd aanvaard en de regering werd belast met de afhandeling van de lopende zaken.

### Onderhandelaar Paul-Henri Spaak (10 februari - 11 februari 1939)

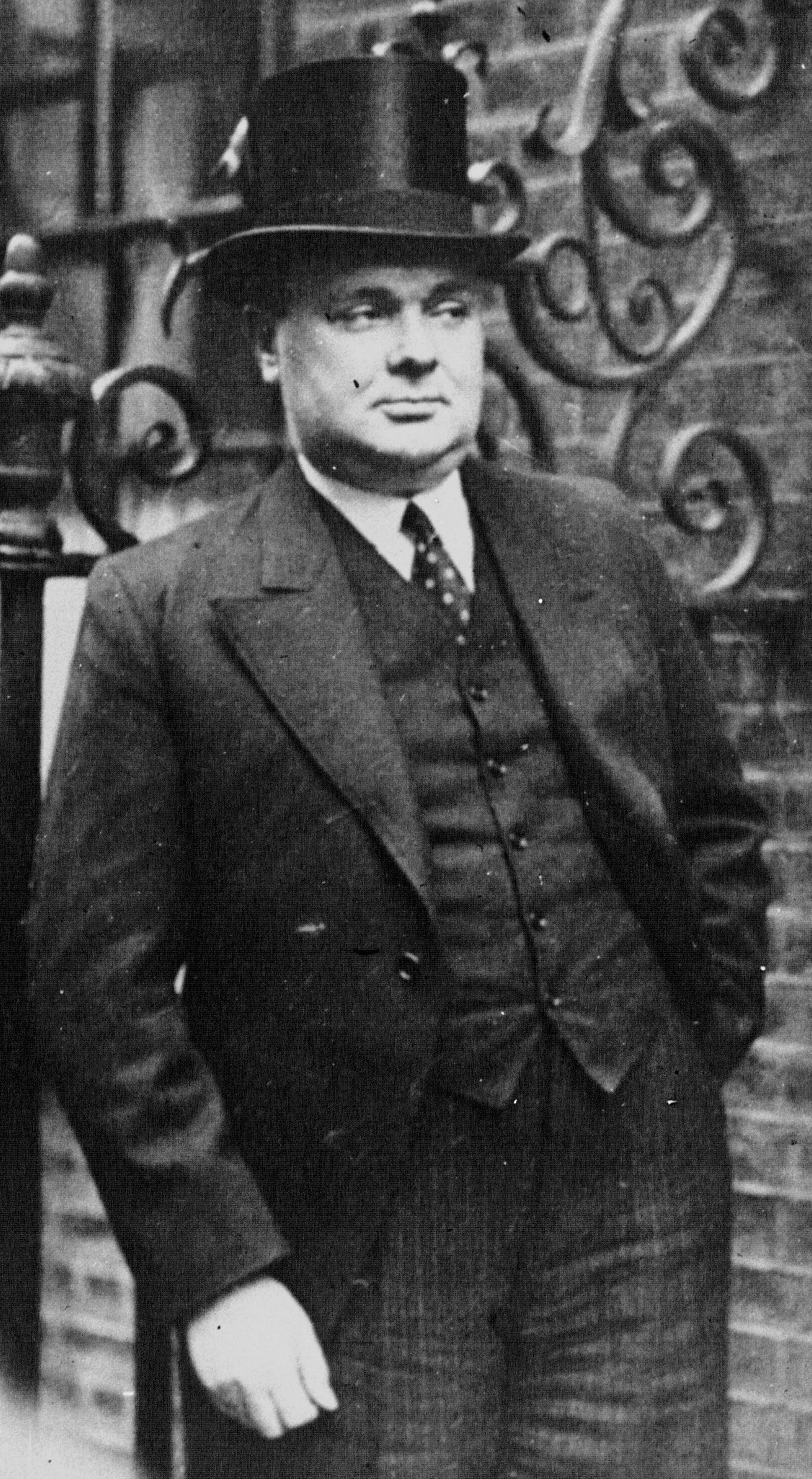
Paul-Henri Spaak.

Op 10 februari hield de koning een consultatieronde en ontving hij achtereenvolgens Senaatsvoorzitter Romain Moyersoen, Kamervoorzitter Camille Huysmans en ministers van Staat Emile Brunet (POB), Paul Hymans (liberaal) en Cyrille Van Overbergh (Katholiek Blok). Vervolgens sommeerde hij premier Paul-Henri Spaak naar het Paleis en belastte hij hem met de opdracht van onderhandelaar. Spaak diende  in samenwerking met de verschillende politieke partijen een bevredigende oplossing te vinden voor de kwestie-Adriaan Martens. Omdat de liberalen weigerden mee te werken aan de besprekingen van Spaak, diende hij de volgende dag zijn ontslag als onderhandelaar in.

### Formateur Henri Jaspar (12 februari - 13 februari 1939)

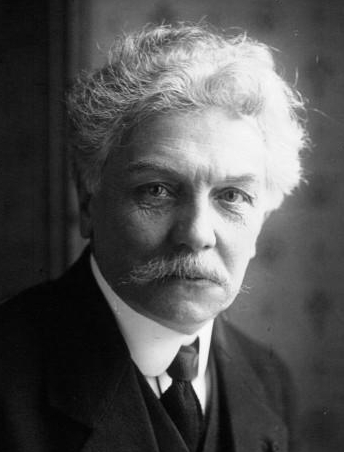
Henri Jaspar.

Op 12 februari werd voormalig eerste minister Henri Jaspar (katholiek) door de koning aangezocht om een hernieuwde regering van nationale eenheid te vormen. Jaspar aanvaardde de opdracht, maar lag niet goed bij de socialisten, wegens de deflatiepolitiek die hij als minister van Financiën voerde, en de Vlaamsgezinde katholieken, omdat Jaspar volgens hen onvoldoende voeling had met de taalkwestie. Hierdoor was het erg onzeker of Jaspar zou slagen in zijn opdracht. Hij hield meteen raadplegingen met vertegenwoordigers van de drie traditionele partijen om te polsen naar de politieke toestand. Ondertussen werd duidelijk dat Jaspar een zakenkabinet met elf ministers wilde vormen dat uit zes extraparlementairen zou bestaan. De socialisten weigerden aan deze piste mee te werken, omdat ze volgens hen van te weinig respect voor het parlement getuigde. Bovendien wilde Jaspar slechts een Nederlandstalige in zijn kabinet opnemen (de katholiek Hendrik Marck), waardoor de regering aan Vlaamse kant moeilijk verkoopbaar zou zijn. Bovendien voorzag Jaspar geen oplossing voor de kwestie-Adriaan Martens, die wilde hij pas vinden na de totstandkoming van de regering. De liberalen wilden echter enkel in een nieuwe regering treden als Adriaan Martens tot ontslag zou worden gedwongen. Aan Vlaamse kant was dat alleen bespreekbaar als er meer stappen richting culturele autonomie werden gezet. Daarnaast wilde Jaspar met de katholiek Hendrik Marck slechts een Nederlandstalige in zijn kabinet opnemen, waardoor de samenstelling van de regering volgens Marck aan Vlaamse kant als onrechtvaardig zou worden aangevoeld, zeker als het kabinet de culturele autonomie zou regelen. Marck eiste dat Jaspar meer Vlamingen in zijn kabinet zou opnemen, maar die hield vast aan de elf kandidaat-ministers die hij voor ogen had, waarna Marck weigerde om nog aan de besprekingen deel te nemen. Jaspars opdracht was nu definitief mislukt en in de avond van 13 februari werd hij van zijn taken als formateur ontlast. Zijn mislukte formatie-opdracht was het laatste politieke wapenfeit van Jaspar: twee dagen later overleed hij aan een hartaderbreuk.

### Formateur Hubert Pierlot (14 februari - 22 februari 1939)

Hubert Pierlot.

Op 14 februari werd voormalig minister en senator Hubert Pierlot (katholiek) aangesteld tot formateur. Ook hij wilde een nieuwe regering van katholieken, socialisten en liberalen vormen. Hij begon zijn opdracht met een consultatieronde om poolshoogte te nemen van de politieke toestand. Op 14 en 15 februari ontbood hij talrijke personen om hen te raadplegen over de politieke toestand of te vragen of ze hun medewerking wilden verlenen aan een regering onder zijn leiding. Pierlot wilde eerst dertien kandidaat-ministers (4 katholieken, 4 socialisten, 2 liberalen en 2 experts) vinden om vervolgens met hen een regeerprogramma uit te werken waarin ook een oplossing voor de zaak-Adriaan Martens zou worden opgenomen. De liberalen wilden de benoeming van Martens laten onderzoeken door een ereraad voorgezeten door de voorzitter van het Hof van Cassatie, maar dat voorstel werd afgewezen door Pierlot. De aangezochte liberale ministers Arthur Vanderpoorten en Charles-Emmanuel Janssen besloten vervolgens om niet toe te treden tot de regering, omdat ze daarvoor niet de steun kregen van hun partij.
Als gevolg hiervan kondigde Pierlot op 16 februari aan dat hij overwoog om een tweeledige regering van katholieken en socialisten te vormen. Niettemin bleef het zijn voorkeur dat ook de liberalen hun medewerking zouden verlenen aan de nieuwe regering, ook omdat er binnen het Katholiek Blok weinig appetijt was voor een katholiek-socialistische samenwerking. Op 17 februari voerde Pierlot driepartijenoverleg om de liberalen alsnog tot regeringsdeelname te bewegen. De katholieken waren vertegenwoordigd door voormalig minister Frans Van Cauwelaert en fractieleiders Henri Carton de Wiart (Kamer) en Cyrille Van Overbergh (Senaat), de liberalen stuurden gewezen ministers Paul Hymans en Albert Devèze en fractieleiders Adolphe Max (Kamer) en Paul Henricot (Senaat) en de socialisten lieten zich vertegenwoordigen door ontslagnemend premier Paul-Henri Spaak en fractieleiders Frans Fischer (Kamer) en Emile Vinck (Senaat). De liberalen bleven echter het ontslag van Adriaan Martens eisen en stelden tevens bijkomende voorwaarden voor regeringsdeelname: er mocht geen culturele autonomie komen om het ontslag van Martens verteerbaar te maken aan Vlaamse zijde, de liberalen moesten drie ministerportefeuilles krijgen, waaronder Onderwijs, en het ministerie van Onderwijs mocht niet gesplitst worden in een Vlaamse en Franstalige afdeling. 
Omdat de onderhandelingen nu vast kwamen te zitten, hield koning Leopold III op 18 februari consultaties in een poging om de situatie recht te trekken: eerst ontving hij de liberale boegbeelden Adolphe Max, Albert Devèze en Paul Hymans en daarna was het de beurt aan minister Paul-Emile Janson (liberaal), gewezen minister Arthur Wauters (POB) en minister Hendrik Marck (Katholiek Blok). Na de raadplegingen zette Pierlot zijn onderhandelingen verder. Hij verklaarde zich nu te willen richten op een programma van nationale eenheid dat de economische problemen van het moment moest oplossen, waarbij een oplossing voor de zaak-Martens niet aan bod zou komen. De liberalen wilden daar niets over horen en trokken zich op 19 februari definitief terug uit de onderhandelingen. Vervolgens besloot Pierlot om dan maar een tweeledige regering van katholieken en socialisten te vormen, ook al was daar binnen het Katholiek Blok veel weerstand tegen. Op 20 februari gingen de socialisten daarmee akkoord. Binnen het Katholiek Blok was de Vlaamse vleugel voorstander van een tweeledige katholiek-socialistische regering, terwijl de Walen en Brusselaars en de conservatieve katholieken de voorkeur gaven aan een zakenkabinet waar ook een paar gezaghebbende parlementsleden deel zouden uitmaken, om de verbinding tussen regering en parlement te verzekeren. De Vlaamse katholieken hadden geen bezwaar tegen deze piste. Nadat de partijen stelling hadden ingenomen besloot Pierlot verder te gaan met de vorming van een katholiek-socialistische regering die uit zes parlementairen en vijf onafhankelijke extraparlementairen zou bestaan, om zo tegemoet te komen aan de conservatieve katholieken. De volgende dag maakte Pierlot de samenstelling van zijn regering bekend en op 22 februari legden de elf ministers van de regering-Pierlot I de eed af. 
Op 23 februari werd in de Kamer de regeerverklaring voorgelezen, in het Frans door premier Pierlot en in het Nederlands door minister van Buitenlandse Zaken Eugène Soudan (BWP). De belangrijkste punten van de regeerverklaring waren het voorbereiden van de invoering van de culturele autonomie, een vermindering van de lonen, wedden en pensioenen van ambtenaren met 5 procent, het verbeteren van de sociale uitgaven, het verhogen van de productiviteit en het wegwerken van het begrotingstekort van 400 miljoen frank. Op 25 februari verklaarden de socialisten ontevreden te zijn met de vermindering van de overheidsuitgaven met vijf procent, dat ze als een deflatiemaatregel zagen, waarvan voor hen geen sprake kon zijn. Hierdoor werd de vertrouwensstemming in de Kamer uitgesteld naar 28 april. Nadat de ministerraad geen overeenstemming kon bereiken over het financieel-economisch beleid en de socialistische ministers hun medewerking aan de regering opzegden, bood Pierlot op 27 februari het ontslag van de regering aan. Vervolgens werd beslist om de vertrouwensstemming in de Kamer niet meer te laten doorgaan.

## Mislukte formatie na de val van de regering-Pierlot I

### Formateur Eugène Soudan (28 februari - 3 maart 1939)
Een dag later hield koning Leopold III audiënties om een oplossing te vinden voor de politieke crisis. Hierbij ontving hij achtereenvolgens Senaatsvoorzitter Romain Moyersoen, Kamervoorzitter Camille Huysmans, Cyrille Van Overbergh, katholiek fractievoorzitter in de Senaat, uittredend minister van Buitenlandse Zaken Eugène Soudan (BWP), minister van Staat Albert Devèze (liberaal), Adolphe Max, liberaal fractievoorzitter in de Kamer, en Henri Carton de Wiart, katholiek fractievoorzitter in de Kamer. Nadat deze consultaties waren afgelopen, bood het staatshoofd aan Eugène Soudan de opdracht aan om een nieuwe regering te vormen. Soudan ging akkoord en wilde een drieledige regering van socialisten, katholieken en liberalen vormen. Vooraleer hij ministers zou zoeken, wilde Soudan een programma uitwerken, waarbij vooral het financiële en budgettaire luik een struikelblok was. Er moest immers een nieuwe formule moest worden geworden om tot een herstel van het begrotingsevenwicht te komen die zowel de socialisten als de andere partijen tevreden zou stellen. De zaak-Adriaan Martens, een ander knelpunt, wilde Soudan oplossen door een onderzoekscommissie aan te stellen die zijn houding tijdens de Eerste Wereldoorlog moest onderzoeken. De boegbeelden van de liberalen verklaarden zich op 2 maart bereid om deze formule te steunen, maar wilden dat de liberale Kamer- en Senaatsfracties hierover een definitief oordeel zouden vellen alvorens ze aan verdere onderhandelingen zouden deelnemen. Onder druk van Waalse en Brusselse oud-strijdersverenigingen, die niets minder dan de afzetting of het ontslag van Martens eisten, besloten de liberalen echter de formule van de onderzoekscommissie te verwerpen. Vervolgens nam Soudan op 3 maart 1939 ontslag als formateur.
Na het ontslag van Soudan vroeg Leopold III aan de liberale Kamerfractieleider en burgemeester van Brussel Adolphe Max om een regering te vormen, maar die weigerde, naar eigen zeggen omdat hij zich verder aan zijn ambt als burgemeester wenste te wijden. Daarna werd ontslagnemend premier Hubert Pierlot uitgenodigd. Na zijn audiëntie  meldde hij dat de ministerraad ging vergaderen om de politieke toestand te onderzoeken en te bepalen in welke omstandigheden de regering-Pierlot I tijdelijk kon aanblijven om een beperkt economisch programma door te voeren, bijvoorbeeld door minister van Financiën Camille Gutt te vervangen. Op 4 maart gingen het socialistische partijbestuur en het directorium van het Katholiek Blok akkoord met een hernieuwde tweeledige regering. De katholieken wilden wel dat Hubert Pierlot opnieuw de regering zou leiden en dat minister van Financiën Gutt in de regering zou blijven. Vervolgens onderhandelde de ministerraad verder over de voortzetting van de regering-Pierlot I en de budgettaire koers die deze regering zou gaan varen. Nadat de ministers er niet uit raakten, ging Pierlot op 6 maart 1939 met instemming van de voltallige ministerraad de ontbinding van het parlement voorstellen aan de koning. De koning ging akkoord en op 2 april 1939 vonden vervroegde verkiezingen plaats.
1919 · 1920 · 1921 · 1923 · 1924 · 1925 · 1926 · 1927 · 1929 · 1931 · mei 1932 · okt. 1932 · dec. 1932 · jun. 1934 · nov. 1934 · 1935 · 1936 · 1937 · 1938 ·  feb. 1939 · apr. 1939 · 1940 · 1944 · 1945 · feb-mrt 1946 · jul-aug 1946 · 1947 · 1948 · 1949 · jun 1950 · aug 1950 · 1952 · 1954 · jun. 1958 · nov. 1958 · 1961 · 1965 · 1966 · 1968 · 1971/72  · 1972/73 · 1974 · 1977 · 1978 · 1978/79 · apr.-mei 1980 · okt. 1980 · apr. 1981 · nov.-dec. 1981 · 1985 · oktober 1987 · 1987/88 · 1991/92 · 1995 · 1999 · 2003 · 2007 · 2008 · 2010/11 · 2014 · 2019/20 · 2024/25